# 부아산 (경기)
부아산(負兒山)은 대한민국 경기도 용인시 처인구 삼가동과 이동읍 서리, 기흥구 지곡동에 걸쳐 있는 한남정맥의 산이다.

## 지리

### 한남정맥
부아산은 한남정맥(漢南正脈)에 속해있는 산으로 칠장산 죽산)에서 도덕산·국사봉(안성)·상봉·달기봉·무너미고개·함박산(函朴山:349.3m, 용인)·학고개·부아산(負兒山:402.7m, 용인)·메주고개(覓祖峴)·석성산 (石城山:471.5m, 용인)·할미성·인성산(仁聖山:122.4m, 용인)·형제봉·광교산(光敎山:582m)·백운산(白雲山:560m)·수리산(修理山)·국사봉(國思峯:538m)·청계산(淸溪山:618m)·응봉(鷹峰:348m)·관악산(冠岳山:629m)·소래산(蘇來山)·성주산(聖住山)·철마산·계양산(桂陽山)·가현봉(歌弦峰)·필봉산(筆峰山)·학운산(鶴雲山)·것고개·문수산 등으로 정맥이 이어진다.
부아산의 동쪽으로는 학고개~함박산 무너미고개 등으로 능선이 이어지고, 남쪽으로는 아흔아홉고개~상봉고개를 거쳐 다시 동쪽으로 함봉산으로 능선이 이어진다. 북쪽으로는 상대적으로 낮은 봉우리들이 능선을 이루고 있다. 북서사면의 유수는 지곡천을 거쳐 신갈저수지에 모였다가 오산천으로 유입되며, 남동사면의 유수는 상덕천을 거쳐 진위천으로 유입되고, 북동사면의 유수는 금학천을 거쳐 경안천으로 유입된다.

### 지질
부아산은 경기 지괴에 속하는 선캄브리아기 흑운모 편마암으로 구성된다.

## 관련 기록
《택리지》에 ‘죽산의 칠장산(七長山)이 크게 끊어져 평지가 되었다가 다시 일어나 부아산(負兒山)을 일으킨다’ 라고 기록되어 있는데, 무너미고개[水踰峴]에서 끊어져 평지가 되었다가 함박산과 하고개(鶴峴, 학고개)를 거쳐 부아산에서 높이 솟았다는 의미라고 해석된다.
《동국여지지》에 ‘현의 남쪽 22리에 있는데 봉우리 위에 작은 봉우리가 있어 마치 어린 아이를 업은 형상이라 부아산이라 불린다(在縣南二十二里 峯上處有小峯 若人負兒狀故名)’라고 기록되어 있으며, 《여지도서》에는 ‘현 동남쪽 20리에 있는데 굴암산에서 맥이 왔다(在縣東南間二十里 窟巖山來脈)’라고 기록되어 있다.

## 유래담
1978년에 채록되어 《내 고장 옛 이야기》에 실려 있는 내용 중에 1995년에 출간된 《용인 중부지역의 구비전승》에는 다음과 같은 부아산의 유래와 관련된 이야기가 전해지고 있다.
홀로 된 시아버지를 모시고 외아들을 키우며 사는 한 부부가 있었다. 이들 부부는 가난하지만 남들이 부러워할 만큼 부친을 잘 봉양하였다. 할아버지 역시 손주를 끔찍이 아껴 항상 집안에 화기가 돌았다. 어느 해, 남편이 관가에서 시키는 부역 때문에 여러 날 집을 비우게 되었다. 남편이 없는 동안에도 며느리는 시아버지를 극진히 모셨고, 시아버지는 아들 대신 나무를 해서 시장에 내다 팔았다. 며느리는 시아버지가 돌아올 때쯤이면 항상 아이를 업고 고갯마루에서 시아버지를 기다렸다. 그런데 웬일인지 밤이 깊어가고 있는데도 시아버지가 돌아오지 않았다. 아이를 업은 며느리는 조금 더 조금 더 하는 마음으로 앞으로 가다가 자신도 모르는 길을 헤매게 되었다. 얼마나 헤맸을까, 가까운 곳에서 사람의 비명 소리가 들려왔다. 며느리는 혹시나 시아버지가 짐승에게 해를 입고 있는 것이 아닌가 하여 그곳으로 달려갔다. 
과연 그곳에서는 시아버지와 호랑이가 죽음을 무릅쓰고 다투고 있었다. 이 광경을 본 며느리는 호랑이를 크게 꾸짖으며, “네가 정말 배가 고파서 그런다면 내 등에 업힌 아이라도 줄 테니 우리 시아버님은 상하게 하지 말라.”고 하였다. 그러고는 어린아이를 호랑이 앞에 주자, 호랑이는 아이를 물고 어디론가 사라져버렸다. 겨우 정신을 차린 시아버지는 손자를 잃은 슬픔에 오열을 금하지 못했으나 며느리의 간곡한 애원으로 결국 집으로 돌아오고 말았다. 시아버지가 낙담하며, “나는 이미 늙었으니 죽어도 한이 없을 텐데, 어째서 어린아이를 죽게 했느냐?” 하였더니 며느리는, “어린아이는 다시 낳을 수 있지만 부모는 어찌 다시 모실 수 있겠습니까?” 하며 마음 상하지 않기를 재삼 부탁하였다. 시아버지도 며느리가 더욱 마음 아파할까 봐 겉으로는 슬픈 척도 하지 않았다. 그 후 사람들은 '부인이 아이를 업고 헤맨 산'이라고 하여 '부아산(負兒山)'이라고 부르고, '어린아이의 할아버지를 찾던 고개'라고 하여 '멱조현(覓祖峴)'이라고 이름붙였다. 멱조현은 또 '메주고개'로도 전해지고 있다.(경기도 용인시 처인구 김량장동의 구비전승 이야기)

## 같이 보기
- 한국의 산
- 함박산 (경기)
- 석성산 (경기)